# Floridska biskupija
Floridska biskupija (lat. Dioecesis Floridensis) je biskupija rimskog (zapadnog) obreda Katoličke Crkve u Urugvaju.
Uspostavljena je 14. travnja 1897., na zahtjev pape Lava XIII. pod nazivom Biskupija Melo. 1931. ime biskupije je promijenjeno je u Biskupija Florida-Melo, a bilo je važeće sve do 1955. kada su odvajanjem od jedna nastale dvije biskupije: Biskupija Melo i Biskupija Florida.
Dio je metropolije Montevideo. Stolna crkva biskupije jest Katedrala u Floridi.
Biskupija zauzima površinu od 22.600 četvronih kilometara, te pokriva područje departmana Florida i Durazno. Na području biskupije živi 93.100 vjernika katolika, odnosno 73,3 % cjelokupnog stanovništva. Podijeljena je u 17 župa.

## Biskupi
- José Marcos Semeria † (3. lipnja 1919. - umirovljen 9. lipnja 1922.)
- José Joaquín Manuel Eloy Arróspide Echeverría † (21. lipnja 1922. - umro 18. travnja 1929.)
- Miguel Paternain, C.Ss.R. † (20. travnja 1929. - umirovljen 27. veljače 1960.)
- Humberto Tonna Zanotta † (5. lipnja 1960. - umirovljen 16. lipnja 1987.)
- Raúl Horacio Scarrone Carrero (15. lipnja 1987. - umirovljen 15. ožujka 2008.)
- Martín Pablo Pérez Scremini (15. ožujka 2008. - u službi)